# Henk Twelker
Henk Twelker (Amsterdam, 22 januari 1902 – Purmerend, 16 mei 1978) was een Nederlands voetballer.
In 1925 stapte Twelker samen met de broers Henk en Wim Anderiesen over van voetbalvereniging 't Gooi naar AFC Ajax. Twelker zou tot 1932 bij de Amsterdamse club blijven spelen. Hij kwam in totaal tot 100 wedstrijden en maakte eenmaal het landskampioenschap mee. Twelker speelde als linksbuiten in een voorhoede met verder de topschutter Piet van Reenen en Wim Volkers in de gelederen.